# Duílio Pisaneschi
Duílio Pisaneschi (Santo André, 29 de agosto de 1940) é um empresário do ramo de transportes e político brasileiro filiado ao Partido da Social Democracia Brasileira. Foi Deputado Federal pelo Estado de São Paulo por duas legislaturas e diretor de empresas de transporte na região do ABC Paulista.

## Vida Pessoal
Foi um dos donos da Viação São José, empresa extinta que prestava serviços na região do ABC Paulista como permissionária da Empresa Metropolitana de Transportes Urbanos (EMTU).

## Carreira Política
Em 1994 foi eleito Deputado Federal por São Paulo pelo Partido Trabalhista Brasileiro, com 53.089 votos, que representaram 0,29% do eleitorado total do referido pleito.
Em 1996 concorre ao cargo de prefeito de Santo André, pelo PTB, tendo sido derrotado por seu colega também Deputado Federal Celso Daniel, do Partido dos Trabalhadores, Duílio foi derrotado em primeiro turno pelo petista, obtendo 99.179 votos, representando 29,78% dos votos, ficando no segundo lugar da disputa.
Em 1998 é reeleito Deputado Federal com 100.366 votos, quantitativo que significava 0,64% dos votos totais, cumprindo mandato até 1.º de fevereiro de 2003.
Em 2004 foi candidato à vice-prefeito de Santo André na chapa do ex-prefeito Newton Brandão, do PSDB. Newton e Duílio foram derrotados em segundo turno pelo então prefeito João Avamileno, do PT que havia assumido o cargo de prefeito efetivamente em 18 de janeiro de 2002, na condição de vice-prefeito eleito em 2000 após o assassinato do então titular Celso Daniel.
Em 2009 trocou o Partido Trabalhista Brasileiro pelo Partido da Social Democracia Brasileira.

## Desempenho Eleitoral
| Ano  | Eleição                  | Cargo            | Partido | Partido | Coligação                      | Titular/Vices | Votos para Duilio | Votos para Duilio | Votos para Duilio | Votos para Duilio | Resultado | Ref    |
| Ano  | Eleição                  | Cargo            | Partido | Partido | Coligação                      | Titular/Vices | T.                | Total             | %                 | P.                | Resultado | Ref    |
| ---- | ------------------------ | ---------------- | --- | ------- | ------------------------------ | ------------- | ----------------- | ----------------- | ----------------- | ----------------- | --------- | ------ |
| 1994 | Estadual de São Paulo    | Deputado Federal | | PTB     | Partido Isolado                | —             | 1.º               | 53.089            | 0,29%             | 43°               | Eleito    | [ 12 ] |
| 1996 | Municipal de Santo André | Prefeito         | PTB, PFL, PPB                                                                                              | PTB     | Vice: Ajan Marques (PTB)       | 1.º           | 99.179            | 29,78%            | 2.º               | Não Eleito        | [ 7 ]     |        |
| 1998 | Estadual de São Paulo    | Deputado Federal | São Paulo no Rumo Certo (PSDB, PTB, PSD)                                                                   | PTB     | —                              | 1.º           | 100.366           | 0,64%             | 29.º              | Eleito            | [ 13 ]    |        |
| 2004 | Municipal de Santo André | Vice-prefeito    | Frente Andreense (PSDB, PTB, PP, PSL, PTN, PSC, PL, PPS, PFL, PAN, PRTB, PHS, PTC, PSB, PRP, PRONA, PTdoB) | PTB     | Titular: Newton Brandão (PSDB) | 1.º           | 161.087           | 42,27%            | 2.º               | Segundo Turno     | [ 14 ]    |        |
| 2004 | Municipal de Santo André | Vice-prefeito    | Frente Andreense (PSDB, PTB, PP, PSL, PTN, PSC, PL, PPS, PFL, PAN, PRTB, PHS, PTC, PSB, PRP, PRONA, PTdoB) | PTB     | Titular: Newton Brandão (PSDB) | 2.º           | 176.828           | 46,52%            | 2.º               | Não Eleito        | [ 10 ]    |        |